# Cultura da Escócia

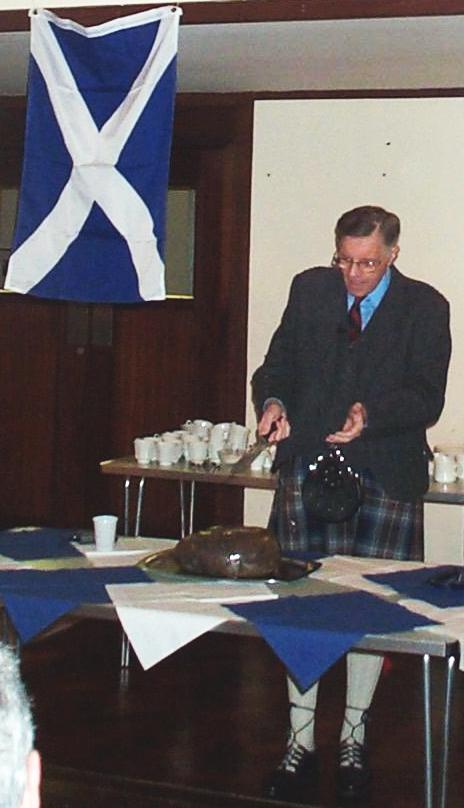
Dirigindo-se ao haggis, durante o Burns supper :
Fair fa' your honest, sonsie face,.
Great chieftain o' the puddin-race!

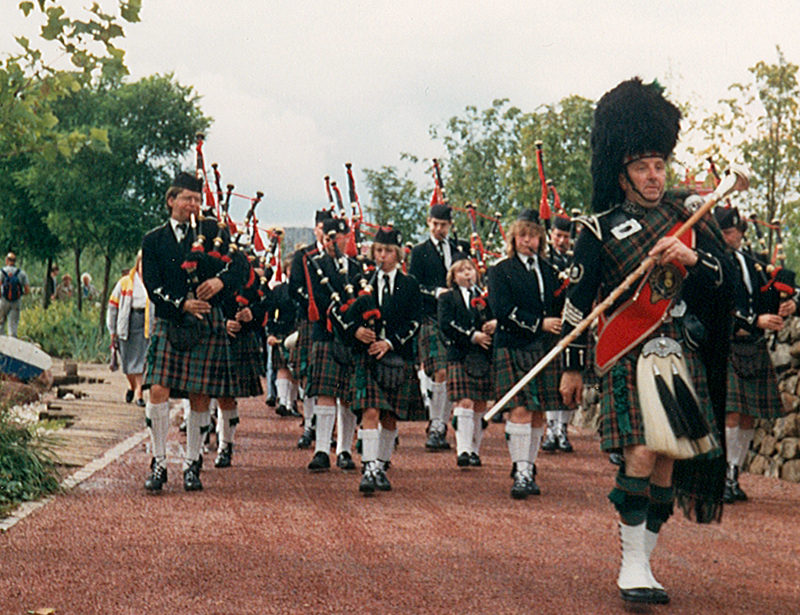
Banda tradicional escocesa, durante o Garden Festival de 1988, em Glasgow.

A cultura da Escócia refere-se aos padrões de atividade humana e simbolismo associadas com a Escócia e os escoceses. Alguns elementos da cultura escocesa, como sua igreja nacional, bem como outros instrumentos, são protegidos por lei, tal como estabelecido pelo Tratado da União (Treaty of Union),

## Direito escocês
A Escócia manteve o seu direito escocês, um sistema legal único baseado no direito romano que combina características tanto do sistema romano-germânico quanto do common law anglo-saxão. Os termos da união do país com a Inglaterra especificaram a manutenção de sistemas separados. Os advogados são conhecidos como advocates, e os juízes das supremas cortes para casos civis também são os juízes das supremas cortes para casos criminais.
Anteriormente existiram diversos sistemas legais regionais na Escócia, um dos quais era a Udal Law (também chamada de allodail ou odal law), em Shetland e nas Órcades, um descendente directo do antigo direito nórdico, abolida em 1611 (apesar disto os tribunais escoceses reconheceram a supremacia da udal law em certos casos envolvendo propriedade até a década de 1990). Existe um movimento para restaurar este sistema legal nestas ilhas, como parte de um processo de devolução de poder de Edimburgo.

## Economia
Os bancos na Escócia apresentam características únicas; embora o Banco da Inglaterra continue sendo o banco central do governo do Reino Unido, três bancos escoceses imprimem seu próprio dinheiro: o Bank of Scotland, o Royal Bank of Scotland e o Clydesdale Bank; estas notas impressas por eles, no entanto, não tem status de curso legal.

## Esportes
Embora participe de eventos esportivos como a Copa do Mundo de Futebol, a Escócia não pode competir de maneira independente nos Jogos Olímpicos. No atletismo, o país participou da Celtic Cup, contra equipes do País de Gales e da Irlanda, desde a primeira edição do evento, em 2006.
Dentre esses outros esportes, a Escócia prioriza o Rugby, tendo uma das melhores equipes entre as mais medianas do mundo, sempre se destacando com vitórias contra os gigantes da modalidade, como a Inglaterra, País de Gales, Austrália e Nova Zelândia. No Ranking mundial ocupa a nona colocação geral, atrás da Argentina e está à frente de Samoa. Compete também pelo 6 Nações, porém sem muito brilho mas com atuações muito boas.

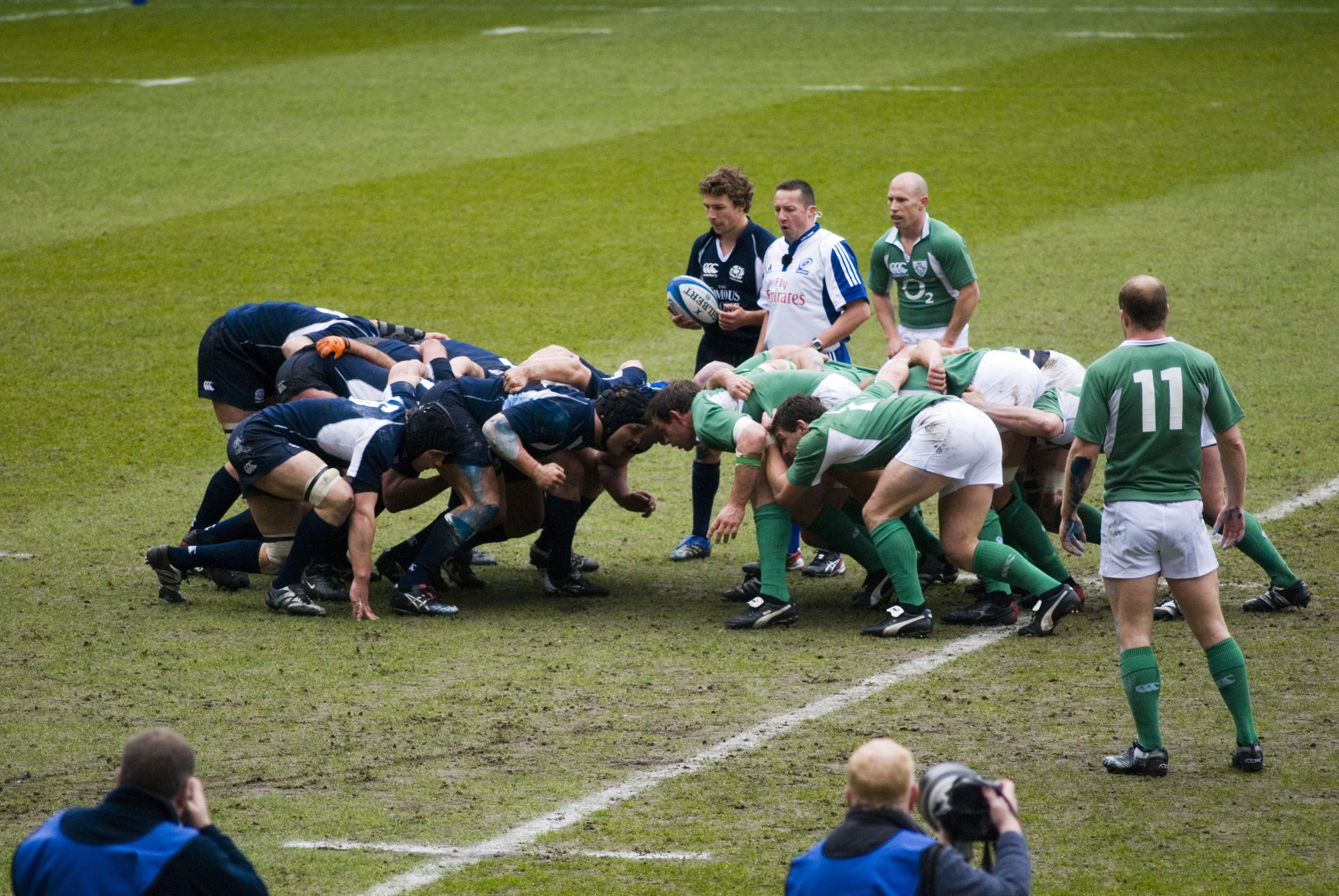
Clássico real entre Escócia e Irlanda, válido pelo torneio antecessor ao 6 Nações, o Five Nations.

A Escócia também é considerada o "Lar do Golfe", e é bem conhecida por seus campos. Assim como as competições atléticas conhecidas internacionalmente, os Highland Games, também é a célebre pela prática do curling e do shinty, um jogo que utiliza bastões, semelhante ao hurling irlandês. O cricket escocês é um considerado um jogo de elite.

## Mídia
A Escócia tem uma mídia distinta do resto do Reino Unido. Produz, por exemplo, diversos jornais de circulação nacional e internacional, como o Daily Record (principal tabloide do país), o The Herald (broadsheet), com sede em Glasgow, e o The Scotsman, de Edimburgo.
Entre os jornais publicados especialmente no domingo estão o Sunday Mail (publicado pela Trinity Mirror, que publica o Daily Record) e o Sunday Post, enquanto o Sunday Herald e o Scotland on Sunday estão associados, respetivamente, com o Herald e o Scotsman.
Entre os diários regionais pode-se incluir o The Courier and Advertiser, de Dundee, no leste do país, e o The Press and Journal, que circula em Aberdeen e no norte.
A Escócia tem seus próprios serviços da BBC (BBC Scotland), que incluem as rádios nacionais, BBC Radio Scotland, em inglês, e a BBC Radio nan Gaidheal, em gaélico escocês. Existem também diversas estações de rádio locais, da BBC e independentes, espalhadas por todo o país. A BBC Scotland também tem duas estações de televisão; boa parte das produções da BBC Scotland Television, como notícias e programas da atualidades, além da soap opera, River City, que se passa em Glasgow, são feitos para o público interno, enquanto outros, como séries dramáticas e de comédia, têm como algo públicos de todo o Reino Unido e até internacional.
Duas estações pertencentes à ITV (Independent Television), a STV e a ITV1, também transmitem na Escócia. A maior parte das produções televisivas independentes do país são equivalentes ao que é transmitido para o resto do Reino Unido, com exceção de programas jornalísticos e esportivos locais, além de programas sobre assuntos culturais locais e da programação em gaélico escocês.
Existem dois canais que transmitem exclusivamente em gaélico, Tele-G e BBC Alba, que também transmitem para todo o Reino Unido em certos períodos do dia.
Como uma das nações célticas, a Escócia é representada no Festival de Mídia Céltica (conhecido anteriormente como Festival Internacional Céltico de Cinema), e diversos participantes escoceses conquistaram prêmios desde que a primeira edição do festival, em 1980. Entre os participantes e sócios escoceses do evento estão Highlands and Islands Enterprise, BBC Scotland, MG Alba, Scottish Screen, STV e Bòrd na Gàidhlig.
A Escócia também é palco de diversas histórias em quadrinhos, principalmente pela Disney com o personagem Tio Patinhas (no original Uncle Scrooge McDuck), quando contada a sua história na série A Saga do Tio Patinhas.

## Gastronomia
Embora a barra de Mars frita seja citada, humoristicamente, como exemplo da dieta escocesa moderna, a culinária escocesa tem pratos tradicionais, como o haggis, o Arbroath Smokie, o salmão, a carne de cervo, o cranachan, o bannock, o Scotch Broth e o shortbread.
O país também é muito conhecido pelo seu uísque e por suas distilarias, bem como pela sua cerveja.
O refrigerante Irn-Bru é citado pelo seu fabricante, A.G. Barr, como a "outra bebida nacional" da Escócia, devido à grande parcela do mercado do país dominado pela bebida.

## Idiomas
Na Escócia falam-se três línguas: o inglês da Escócia, a partir do século XVII, resultado do contato com a Inglaterra; o scots (que por vezes não é considerado como um idioma separado), trazido pelos anglo-saxões, vindos da atual Alemanha e o gaélico escocês, uma idioma celta trazido por irlandeses nos séculos IV e V.

## Teatro
A cidade de Edimburgo recebe, no verão, aquele que é considerado o mais importante festival de teatro do Reino Unido.
é chamado de Endcity,é muito conhecido em toda a cidade, a maioria dos escoceses vão assistir todo o verão.

## Cultura popular

### Kilt
O kilt ("saia" masculina) surgiu no século XVI, no norte da Escócia. Cada clã ou família tinha um tipo de quadriculado no kilt, que identificava os seus integrantes.

### Lendas
Há séculos os habitantes da região dizem que um monstro pré-histórico, de nome Nessie, vive no fundo do Lago Ness. Muitas expedições foram feitas
no local e até hoje nada foi encontrado. mas essa lenda é bem famosa, praticamente o mundo inteiro conhece o monstro do Lago Ness,E poucos sabem sua origem.